# 循環定義
循環定義是指用於定義某詞語的詞語最終需用某詞語本身來定義的情形。
循環定義無法產生新知，如果讀者沒有事先理解這些詞語的意思，就無法完全理解這些詞語。因此，循環定義常被認為是定義謬誤。
詞典經常會循環定義，比如用乙定義甲，用丙定義乙……繞了一圈又用甲定義癸。然而詞典依然是有用的，只要知道其中幾個詞，詞典就能幫助我們認識其他的詞。然而，如果有人對甲、乙、丙、……、癸確實一無所知，詞典對他是無用的。

## 示例

### 左與右
- 甲：「左」是什麼意思？
- 乙：「左」即是和「右」相反的方向。
- 甲：「右」是什麼意思？
- 乙：「右」即是和「左」相反的方向。

在此例中，甲顯然對「左」和「右」都不瞭解，乙的論述除了讓它知道「左」與「右」方向相反以外，無法讓甲充分理解這兩個概念。

### 松樹與松果
- 小明：什麼是松樹？
- 小華：松樹就是能結出松果的樹。
- 小明：什麼是松果？
- 小華：松果就是由松樹結下的果實。

### 好人與好事
- 好人就是做好事的人。
- 好事就是好人做的事。

### 質量單位
- 一公斤 （kg）早期定義為「於標準壓力和最高密度時，一公升的水的質量」，而壓力的單位為「牛頓每平方米」（N/m²），牛頓即「使質量一公斤的物質產生每秒平方一米的加速度的力」（kg·m/s²）。這幾個概念是循環定義的。
- 後來為避免此問題，一公斤改為由國際千克原器的重量去定義：徑高同為 39mm 的銥鉑合金圓柱體。（但原器依然失衡，一百年無故缺減 50 微克。）

## 相關概念
- 循環論證：類似循環因果，是諸如根據甲得知乙，根據乙得知丙，繞了一圈根據丙得知甲的情形。
- 重言式：循環定義下相關詞語的相關描述是恆真的，形成重言式。
- 自生系統論

## 外部連結
- （英文）Circular Definition（页面存档备份，存于）